# Fort Washington (Kalifornia)
Fort Washington – jednostka osadnicza w Stanach Zjednoczonych, w stanie Kalifornia, w hrabstwie Fresno.